# Coptopteryx inermis
Coptopteryx inermis är en bönsyrseart som beskrevs av Werner 1925. Coptopteryx inermis ingår i släktet Coptopteryx och familjen Mantidae. Inga underarter finns listade i Catalogue of Life.